# 85 (число)
85 (вісімдеся́т п'ять) — натуральне число між  84 та  86.

## Ізопсефія
- Ἀκαδημία  — академія

Гематрія:
- מילה  (мила) — обрізання (івр.)

## В інших областях
- 85 день року — 26 березня
- 85 рік, 85 рік до н. е..
- 85-й розділ Біблії — «Заповідь про суботу».

- ASCII-код символу «U»
- Атомний номер  астату